# Walewice (województwo lubuskie)
Walewice – wieś w Polsce położona w województwie lubuskim, w powiecie sulęcińskim, w gminie Torzym.
W latach 1975–1998 miejscowość należała administracyjnie do województwa zielonogórskiego.